# Salacia panamensis
Salacia panamensis är en benvedsväxtart som beskrevs av Lombardi. Salacia panamensis ingår i släktet Salacia och familjen Celastraceae. Inga underarter finns listade.